# Klam (Markt)
Der Markt Klam am gleichnamigen Klambach bildet das Zentrum der aus insgesamt 9 Ortschaften bestehenden Katastralgemeinde Clam, die sich über das gesamte Gemeindegebiet der Marktgemeinde Klam erstreckt.

## Geographie
Direkt an den Markt Klam grenzen im Westen und Südwesten die Ortschaft Sperken mit der Burg Clam, im Südosten Achatzberg, im Osten Oberhörnbach, im Norden Niederkalmberg, im Nordwesten Linden und im Westen Gauning.

## Geschichte
Klamm, Clamm, Clamium, wie der Ort auch bezeichnet wurde, verdankt sein Entstehen der Herrschaft von Burg Clam. Der Ort verfügt seit 1384 über dokumentierte Marktprivilegien, die danach mehrmals erneuert wurden. 1825 war die Burg Clam Sitz der Herrschafts-, Distriktskommissariat und Steuerbezirksobrigkeit und der Markt (ohne dazugehörige Ortschaften) hatte 162 Einwohner, verteilt auf 35 Wohnparteien, die in 31 Häusern wohnten. Der Markt verfügte über eine Bürgerspitalstiftung unter der Vogtei der Herrschaft Burg Clam. Der Ort wurde mehrfach von den Hussiten zerstört und durch Feuersbrünste vernichtet.
Zwischen 1659 und 1664 wurde eine zur Pfarre Saxen gehörende Filialkirche errichtet und 1784 wurde die Pfarre Klam durch Abtrennung von Saxen gebildet. Diese umfasst ebenfalls neun Ortschaften, wobei sich jedoch Markt- und Katastralgemeindegrenzen nicht mit den Pfarrgrenzen decken.